# Bieben
Bieben ist ein Stadtteil von Grebenau im mittelhessischen Vogelsbergkreis. Zu Bieben gehört der Weiler Merlos. Der Ort liegt im Gründchen und grenzt im Nordwesten an Lingelbach, im Osten an die Kernstadt Grebenau und im Südwesten an Reimenrod. Die Gemarkung des Haufendorfs umfasst circa 612 Hektar, davon sind 266 Hektar Waldgebiet.

## Ortsgeschichte

### Mittelalter
Der Ort wurde erstmals im Jahr 1231 erwähnt, als das Augustiner-Chorfrauenstift Immichenhain im Dorf Besitzungen erwarb: „... predium quoddam bibenahe ...“. 
Am 24. März 1259 heißt es in einer anderen Urkunde: „... villam ... dictam Bibenahe ...“ (das Dorf Bieben genannt.) Hier wurde Bieben erstmals mit der Siedlungsform villa bezeichnet. Die Urkunde regelt den Verkauf des Ortes durch Konrad von Slithese an den niederadligen Alsfelder Schöffen Rudolf von Omesa. Der Verkauf erfolgte mit der Zustimmung der Ehefrau des Konrads und seiner sämtlichen Kinder.
Vom 3. März 1381 datiert eine Urkunde, die nun schon in Mittelhochdeutsche Sprache verfasst, von „... tzwei derffchin ... geheißin Waldirstorff und Bybena ...“ berichtet. Hier berichtet Friedrich von Lißberg dem Landgrafen Hermann II. von Hessen. vom Kauf der beiden Orte.
Ans Ende des 15. Jahrhunderts fällt ein Kopiar von 1495, welches die Orte Waltersdorff, Bebena, Merlis nennt. Bereits in die Neuzeit gehört die Erwähnung von „Bieben“
in einem Salbuch.
Der Name soll eine Zusammensetzung aus dem Genitiv des althochdeutschen (ahd.) Personennamens Bibo und dem Suffix -aha für 'Fließgewässer' sein. Dieser Deutung des Ortsnamens wird von anderen Namensforschern bereits seit Ende des 19. Jahrhunderts widersprochen. Statt auf einen Personennamen wird sich auf das ahd. Verb „biben“ = nhd. „zittern, beben“ bezogen, womit auch „ein weicher Marschboden“ gemeint sein kann. Dies lässt sich gut zu dem Gewässernamen „-aha“ in Verbindung bringen.

### Neuzeit
Die Statistisch-topographisch-historische Beschreibung des Großherzogthums Hessen berichtet 1830 über Bieben:

„Bieben (L. Bez. Alsfeld)  evangel. Filialdorf; liegt 3 St. von Alsfeld, hat 41 Häuser und 243 evangelische Einwohner. – Durch Kauf kam der Ort von Conrad von Schlitz an Rudolph von Ohmes und von diesem, 1266, an das Kloster Haina.“

Hessische Gebietsreform 1971/72
Im Zuge der Gebietsreform in Hessen wurde Bieben kraft Landesgesetz zum 1. August 1972 in die am 31. Dezember 1971 neu gegründete Stadt Grebenau eingegliedert.

### Verwaltungsgeschichte im Überblick
Die folgende Liste zeigt die Staaten und Verwaltungseinheiten, denen Bieben angehört(e):
- vor 1567: Heiliges Römisches Reich, Landgrafschaft Hessen, Amt Grebenau
- ab 1567: Heiliges Römisches Reich, Landgrafschaft Hessen-Marburg, Amt Grebenau[16]
- 1604–1648: Heiliges Römisches Reich, strittig zwischen Landgrafschaft Hessen-Darmstadt und Landgrafschaft Hessen-Kassel (Hessenkrieg)
- ab 1604: Heiliges Römisches Reich, Landgrafschaft Hessen-Darmstadt, Amt Grebenau[17]
- 1787: Heiliges Römisches Reich, Landgrafschaft Hessen-Darmstadt, Oberfürstentum Hessen, Amt Grebenau (Das Amt Grebenau umfasste die Orte Bieben, Eulersdorf, Grebenau, Reimenrod, Udenhausen und Wallershof sowie Merlos.)[18]
- ab 1806: Großherzogtum Hessen,[Anm. 2] Fürstentum Oberhessen, Oberamt Alsfeld, Amt Grebenau[19][20]
- ab 1812: Großherzogtum Hessen, Fürstentum Oberhessen, Amt Alsfeld[21]
- ab 1815: Großherzogtum Hessen, Provinz Oberhessen, Amt Alsfeld[22]
- ab 1821: Großherzogtum Hessen, Provinz Oberhessen, Landratsbezirk Romrod[23][Anm. 3]
- ab 1829: Großherzogtum Hessen, Provinz Oberhessen, Landratsbezirk Alsfeld (Amtssitzverlegung)
- ab 1832: Großherzogtum Hessen, Provinz Oberhessen, Kreis Alsfeld
- ab 1848: Großherzogtum Hessen, Regierungsbezirk Alsfeld
- ab 1852: Großherzogtum Hessen, Provinz Oberhessen, Kreis Alsfeld
- ab 1867: Norddeutscher Bund, Großherzogtum Hessen, Provinz Oberhessen, Kreis Alsfeld
- ab 1871: Deutsches Reich, Großherzogtum Hessen, Provinz Oberhessen, Kreis Alsfeld
- ab 1918: Deutsches Reich, Volksstaat Hessen, Provinz Oberhessen, Kreis Alsfeld
- ab 1938: Deutsches Reich, Volksstaat Hessen, Landkreis Alsfeld[24][Anm. 4]
- ab 1945: Deutsches Reich, Amerikanische Besatzungszone,[Anm. 5] Groß-Hessen, Regierungsbezirk Darmstadt, Landkreis Alsfeld
- ab 1946: Deutsches Reich, Amerikanische Besatzungszone, Hessen, Regierungsbezirk Darmstadt, Landkreis Alsfeld
- ab 1949: Bundesrepublik Deutschland, Hessen, Regierungsbezirk Darmstadt, Landkreis Alsfeld
- ab 1972: Bundesrepublik Deutschland, Hessen, Regierungsbezirk Darmstadt, Vogelsbergkreis
- ab 1981: Bundesrepublik Deutschland, Hessen, Regierungsbezirk Gießen, Vogelsbergkreis

### Gerichtszugehörigkeit seit 1803
In der Landgrafschaft Hessen-Darmstadt wurde mit Ausführungsverordnung vom 9. Dezember 1803 das Gerichtswesen neu organisiert. Für das Fürstentum Oberhessen (ab 1815 Provinz Oberhessen) wurde das „Hofgericht Gießen“ eingerichtet. Es war für normale bürgerliche Streitsachen Gericht der zweiten Instanz, für standesherrliche Familienrechtssachen und Kriminalfälle die erste Instanz. Übergeordnet war das Oberappellationsgericht Darmstadt. Die Rechtsprechung der ersten Instanz wurde durch die Ämter bzw. Standesherren vorgenommen und somit für Bieben durch das Amt Grebenau. Nach der Gründung des Großherzogtums Hessen 1806 wurden die Aufgaben der ersten Instanz 1821 im Rahmen der Trennung von Rechtsprechung und Verwaltung auf die neu geschaffenen Landgerichte übergingen. „Landgericht Alsfeld“ war daher von 1821 bis 1879 die Bezeichnung für das erstinstanzliche Gericht in Alsfeld, das heutige Amtsgericht, das für Bieben zuständig war.
Anlässlich der Einführung des Gerichtsverfassungsgesetzes mit Wirkung vom 1. Oktober 1879, infolge derer die bisherigen großherzoglichen Landgerichte durch Amtsgerichte an gleicher Stelle ersetzt wurden, während die neu geschaffenen Landgerichte nun als Obergerichte fungierten, kam es zur Umbenennung in Amtsgericht Alsfeld und Zuteilung zum Bezirk des Landgerichts Gießen.

## Bevölkerung
Einwohnerstruktur 2011
Nach den Erhebungen des Zensus 2011 lebten am Stichtag dem 9. Mai 2011 in Bieben 201 Einwohner. Darunter waren 6 (3,0 %) Ausländer. Nach dem Lebensalter waren 27 Einwohner unter 18 Jahren, 75 zwischen 18 und 49, 48 zwischen 50 und 64 und 51 Einwohner waren älter. Die Einwohner lebten in 75 Haushalten. Davon waren 12 Singlehaushalte, 30 Paare ohne Kinder und 27 Paare mit Kindern, sowie 3 Alleinerziehende und keine Wohngemeinschaften. In 18 Haushalten lebten ausschließlich Senioren und in 39 Haushaltungen lebten keine Senioren.
Einwohnerentwicklung
| • 1791: | 234 Einwohner (mit Merlos)                                   |
| • 1800: | 244 Einwohner (mit Merlos)                                   |
| • 1806: | 263 Einwohner, 44 Häuser (mit Merlos)                        |
| • 1829: | 271 Einwohner, 47 Häuser (mit Merlos)                        |
| • 1867: | 280 Einwohner, 39 bewohnte Gebäude (Merlos 34 Einw., 6 Geb.) |
| • 1875: | 243 Einwohner, 40 bewohnte Gebäude (Merlos 40 Einw., 6 Geb.) |

| Bieben: Einwohnerzahlen von 1791 bis 2011 | Bieben: Einwohnerzahlen von 1791 bis 2011 | Bieben: Einwohnerzahlen von 1791 bis 2011 | Bieben: Einwohnerzahlen von 1791 bis 2011 | Bieben: Einwohnerzahlen von 1791 bis 2011 |
| --- | ----------------------------------------- | ----------------------------------------- | ----------------------------------------- | ----------------------------------------- |
| Jahr |                                           |                                           |                                           | Einwohner                                 |
| 1791 | 1791                                      |                                           | 234                                       | 234                                       |
| 1800 | 1800                                      |                                           | 244                                       | 244                                       |
| 1806 | 1806                                      |                                           | 263                                       | 263                                       |
| 1829 | 1829                                      |                                           | 271                                       | 271                                       |
| 1834 | 1834                                      |                                           | 290                                       | 290                                       |
| 1840 | 1840                                      |                                           | 280                                       | 280                                       |
| 1846 | 1846                                      |                                           | 277                                       | 277                                       |
| 1852 | 1852                                      |                                           | 285                                       | 285                                       |
| 1858 | 1858                                      |                                           | 299                                       | 299                                       |
| 1864 | 1864                                      |                                           | 313                                       | 313                                       |
| 1871 | 1871                                      |                                           | 306                                       | 306                                       |
| 1875 | 1875                                      |                                           | 283                                       | 283                                       |
| 1885 | 1885                                      |                                           | 262                                       | 262                                       |
| 1895 | 1895                                      |                                           | 226                                       | 226                                       |
| 1905 | 1905                                      |                                           | 233                                       | 233                                       |
| 1910 | 1910                                      |                                           | 244                                       | 244                                       |
| 1925 | 1925                                      |                                           | 237                                       | 237                                       |
| 1939 | 1939                                      |                                           | 239                                       | 239                                       |
| 1946 | 1946                                      |                                           | 347                                       | 347                                       |
| 1950 | 1950                                      |                                           | 332                                       | 332                                       |
| 1956 | 1956                                      |                                           | 282                                       | 282                                       |
| 1961 | 1961                                      |                                           | 266                                       | 266                                       |
| 1967 | 1967                                      |                                           | 262                                       | 262                                       |
| 1970 | 1970                                      |                                           | 243                                       | 243                                       |
| 1980 | 1980                                      |                                           | ?                                         | ?                                         |
| 1990 | 1990                                      |                                           | ?                                         | ?                                         |
| 2000 | 2000                                      |                                           | ?                                         | ?                                         |
| 2011 | 2011                                      |                                           | 201                                       | 201                                       |
| Datenquelle: Historisches Gemeindeverzeichnis für Hessen: Die Bevölkerung der Gemeinden 1834 bis 1967. Wiesbaden: Hessisches Statistisches Landesamt, 1968. Weitere Quellen: LAGIS; Zensus 2011 |                                           |                                           |                                           |                                           |

Historische Religionszugehörigkeit
| • 1829: | 243 evangelische (= 100 %) Einwohner                               |
| • 1961: | 238 evangelische (= 89,47 %), 28 katholische (= 10,53 %) Einwohner |

## Politik
Für Bieben besteht ein Ortsbezirk (Gebiete der ehemaligen Gemeinde Bieben) mit Ortsbeirat und Ortsvorsteher nach der Hessischen Gemeindeordnung.
Der Ortsbeirat besteht aus sieben Mitgliedern. Bei den Kommunalwahlen in Hessen 2021 betrug die Wahlbeteiligung zum Ortsbeirat 71,25 %. Dabei wurden gewählt: fünf Mitglieder der „Bürger für Bieben“ (BfB) und zwei Mitglieder der Liste „Frischer Wind“ (FWB).
Der Ortsbeirat wählte Jens Heddrich (BfB) zum Ortsvorsteher.

## Infrastruktur
- Im Ort gibt es einen Kinderspielplatz.
- Die Mütter aus Bieben gründeten 1980 die Spinnstube Bieben.
- In jedem Jahr findet im Dorf ein Backhaus-Fest statt.
- Im Ort gibt es einen Jugendraum.
- Die RMV-Buslinie VB-19 verbindet Bieben mit dem nächsten Bahnhof: Alsfeld (Oberhessen) an der Bahnstrecke Gießen–Fulda, 14 Kilometer westlich von Bieben gelegen.